# Ustilago maydis
O carvão-do-milho ou morrão-do-milho é uma doença do milho causada pelo fungo parasita Ustilago maydis cujo sintoma é o surgimento de galhas, semelhantes a tumores, em toda ou parte das espigas. Trata-se de um fungo parasita altamente especializado, que ataca o milho e o teosinto (Zea mays ssp. mexicana, sin. Euchlena mexicana). Este fungo tem uma distribuição cosmopolita, existindo onde quer que seja cultivado milho, preferindo zonas de clima quente e moderadamente seco. O nome genérico deriva do latim ustilare (queimar), e refere-se à aparência da planta quando as galhas produzidas pelo fungo se rompem e espalham sobre aquela os esporos negro-azulados. Em países da américa latina, como o México, as espigas infectadas são utilizadas como iguaria gastronômica chamada de huitlacoche ou cuitlacoche.

## Caraterísticas e infecção

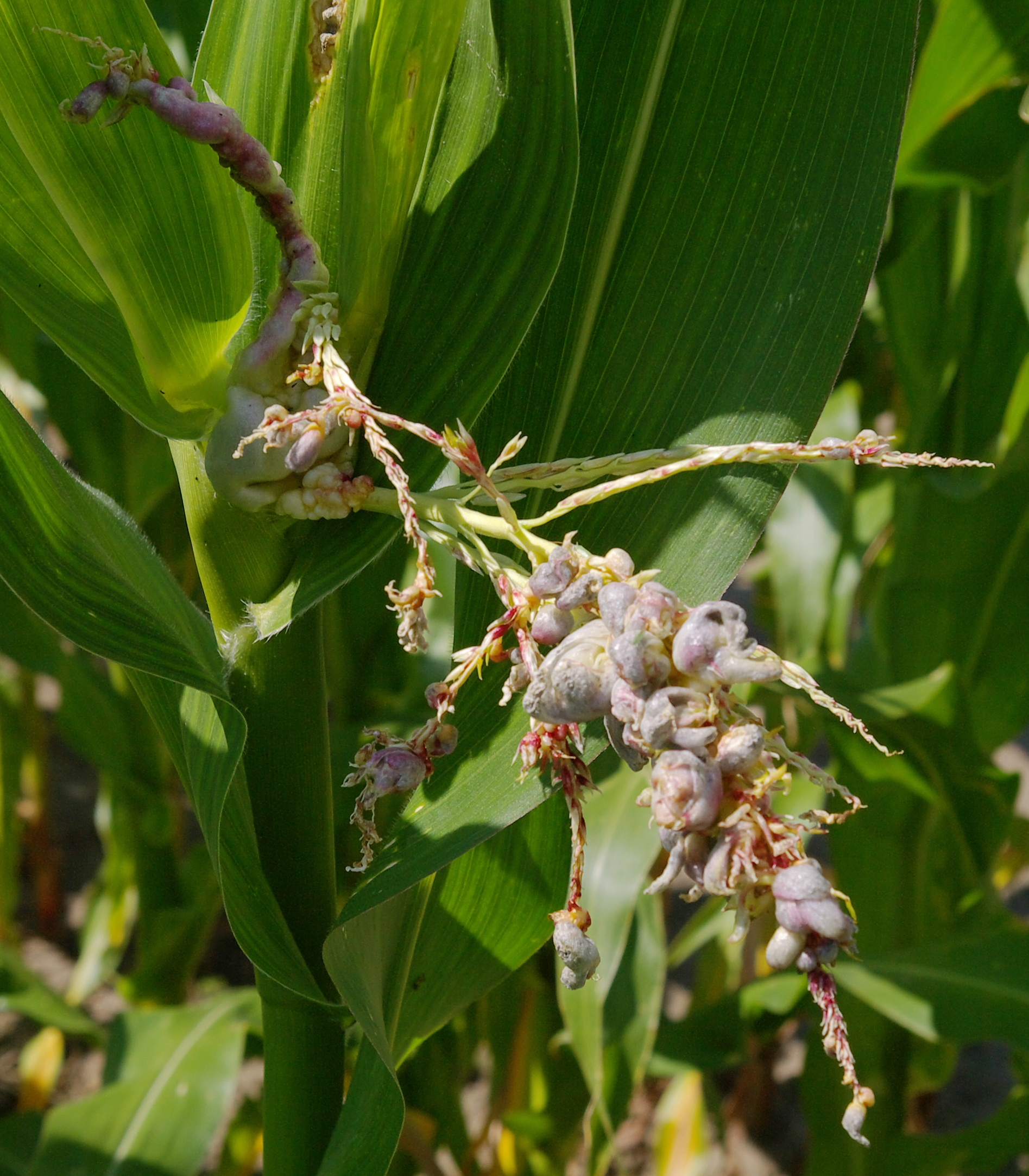
Inflorescência masculina do milho infectada por U. maydis. Estágio de floração.

O carvão-do-milho é um fungo parasita altamente especializado que ataca apenas o milho e o teosinte. Não apresenta qualquer perigo para outras culturas agrícolas, ocorrendo em todas as regiões onde o milho é cultivado. Em anos com condições climáticas apropriadas (mudança rápida de verão seco para condições de elevada disponibilidade de água), as perdas sofridas em termos de colheita são mais importantes, devido a ocorrer um maior número de infecções nas espigas.
O carvão-do-milho pode atacar todas as partes aéreas da planta do milho. É facilmente reconhecível macroscopicamente nas plantas afetadas pelas excrescências com aspecto de tumores e galhas que em casos extremos podem ter o tamanho da cabeça de uma criança. Nas partes hipertrofiadas da planta o micélio desenvolve-se com especial vigor, formando-se grandes quantidades de teliósporos que quando libertados dão à planta um aspeto queimado. A infecção das espigas é particularmente séria em termos económicos pois é esta a parte mais útil da planta do milho.
A infecção da planta ocorre apenas nos tecidos ainda suscetíveis de divisão, e portanto em crescimento, sobretudo após a planta atingir uma altura de 40 cm. O fungo não infecta apenas a espiga, podendo portanto infectar também outras partes da planta e a infecção pode causar a morte das plantas afetadas. A infestação reduzida das plantas parece não ter impacto na saúde do gado com elas alimentado, porém parece haver um aumento na ocorrência de abortos com o aumento da quantidade de esporos na alimentação animal. Estudos feitos com vacas leiteiras no Instituto Nacional da Agrícultura na Baviera, Alemanha, mostrou que no caso da forragem de milho com 100% de infestação, ocorria uma diminuição substancial do seu valor nutricional (18% em termos energéticos e 27% em termos da proteína digerível), contudo, não foi possível determinar o impacto sobre a saúde dos animais.

## Ciclo de vida
A propagação dos esporos pode ser feita por adesão destes às sementes, pelo vento ou ainda pelo impacto de gotas de chuva. A infecção pode ser facilitada por factores de tensão que enfraquecem temporariamente as plantas do milho: tempo seco, temperaturas entre 26 e 34 °C e geadas tardias.
Os teliósporos podem sobreviver até 10 anos no solo ou em restos de plantas e germinam após ocorrer cariogamia durante a primavera ou verão, formando um basídio no qual ocorre meiose e mitose. O basídio divide-se (septa-se) segundo o comprimento, finalmente separando-se em quatro basidiósporos haploides. Estes são levados pelo vento ou pela chuva e dispersados sobre plantas jovens, em cujos tecidos meristemáticos em crescimento podem desenvolver-se.
A capacidade dos esporos do carvão-do-milho para fundir-se de maneira bem-sucedida depende de dois loci designados A e b. O locus A admite dois alelos (a1 e a2) enquanto no locus b são admitidos 33. São compatíveis cruzamentos da forma a1b1 com a2b2 mas não da forma a1b1 com a1b2.
Se as condições forem favoráveis, as células haploides do carvão-do-milho desenvolvem-se como leveduras germinando na superfície da planta. O esporídio cresce como saprófita e não é patogénico. Por outro lado, se duas células portadoras de esporídios compatíveis se encontram, ligam-se por meio de tubos de conjugação.

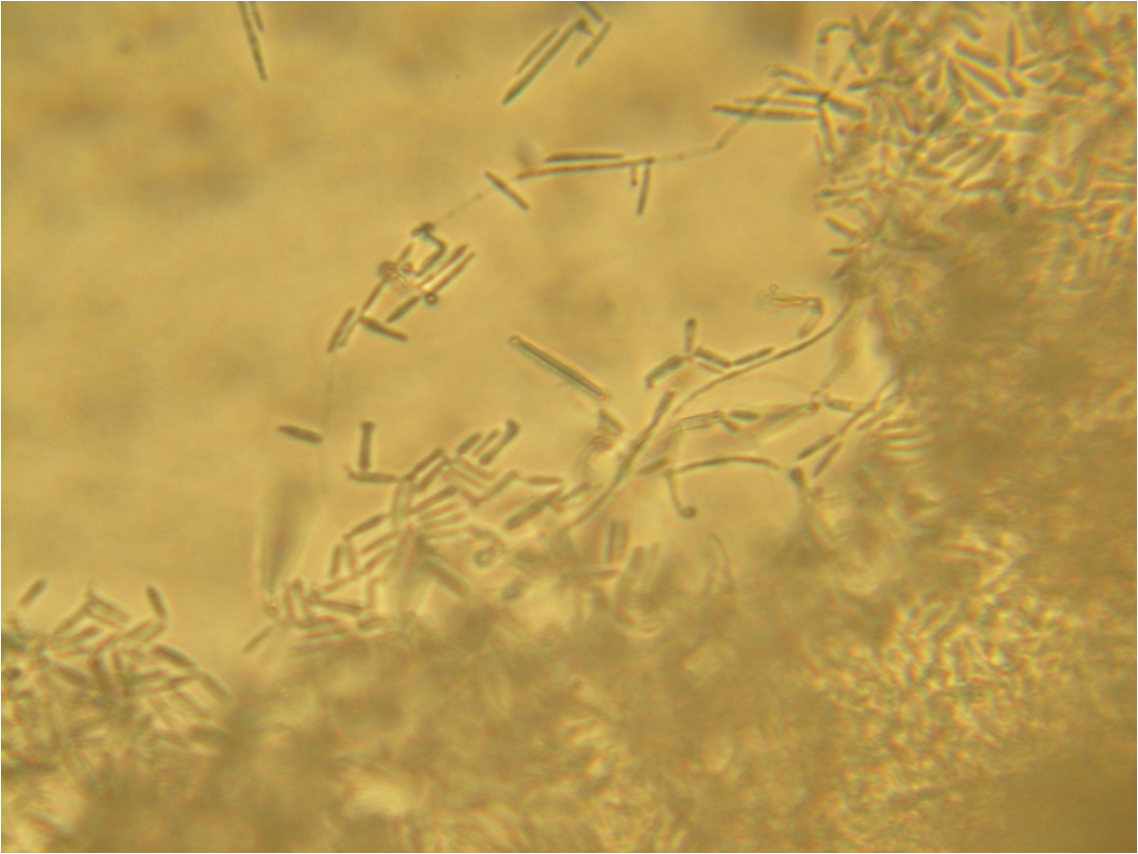
Esporídios haploides de U. maydis

Os conteúdos destas células fundem-se por somatogamia formando uma célula dicariota que se torna um filamento dicariota (hifa). É possível conseguir a germinação do esporídio, o desenvolvimento na forma de levedura e a formação da hifa dicariota em laboratório, na ausência da planta do milho, usando placas de carvão ativado. As restantes fases do ciclo de vida requerem contato com a planta-hospedeira.
A partir da hifa dicariota forma-se um apressório capaz de penetrar os tecidos da planta (preferencialmente em ferimentos). As hifas dos micélios dicariotas prosseguem a penetração nos tecidos da planta, crescendo nos espaços intercelulares, especialmente na direcção do meristema. Uma vez que o fungo começa a produzir agentes de crescimento, as células vegetais em redor das hifas são incitadas a aumentar o seu tamanho e a aumentar a taxa de divisão celular. Formam-se então excrescências tumorais e galhas de crescimento galopante. Estas são geralmente limitadas à zona em redor do local de infecção e desenvolvem-se discretamente. As galhas de grande dimensão formam-se raramente. Se são infectadas florações femininas a infecção pode alastrar-se pelos "cabelos" das jovens espigas do milho e destruí-las.
Durante a formação das galhas, as hifas crescem nos espaços intercelulares, mas a partir de uma certo grau de maturidade, o micélio penetra as células hipertrofiadas digerindo grande parte delas, de forma que no final nas galhas existem apenas o micélio e alguns restos de células de milho. Então, o micélio é convertido quase totalmente em teliósporos, os quais são libertados quando a membrana exterior das galhas se rompe. Se estes teliósporos atingem de imediato células do meristema do milho, podem imediatamente germinar produzindo hifas infecciosas. Caso contrário, sobrevivem no solo ou em restos de plantas.

## Medidas de controle
O ataque directo ao fungo (com agentes químicos, por exemplo) é dificilmente possível. Como medida preventiva as sementes do milho são revestidas, para evitar a infestação por certos insetos que podem causar ferimentos nas plantas que servem como porta de entrada para o fungo.
As pausas no cultivo com duração de três anos, previnem a ocorrência do carvão-do-milho, enquanto o seu cultivo continuado favorece a ocorrência de infestações. Culturas intercalares, como o centeio, diminuem bastante a circulação dos esporos do solo para a espiga do milho (efeito de filtro). O aumento da resistência por cultivo selectivo representa o meio de luta mais favorável.
O risco de infestação pode ser reduzido com o cultivo de variedades de milho menos suscetíveis. Todas as medidas de melhoria da vitalidade bem como práticas de cultivo óptimas reduzem a predisposição das plantas bem como os danos causados por uma infestação. O risco de infestação pode ser reduzido evitando o uso de adubos com teores muito elevados de nitrogénio.
A irrigação efetuada com aspersores, promove geralmente as condições para doenças da espiga e grão do milho. Porém, nem todas as infecções conduzem à formação do "carvão"; esta é particularmente favorecida pelas tensões a que estão sujeitas as plantas, nomeadamente uma seca prolongada. Os tecidos ainda divisíveis, se existir água suficiente após a seca, tentam compensar o atraso verificado no crescimento. Tal faz aumentar muito o número de "carvões" que se formam. Nos períodos de seca mais prolongada, uma provisão suplementar de água poderia diminuir o risco da ocorrência maciça do carvão-do-milho.

## Toxicidade

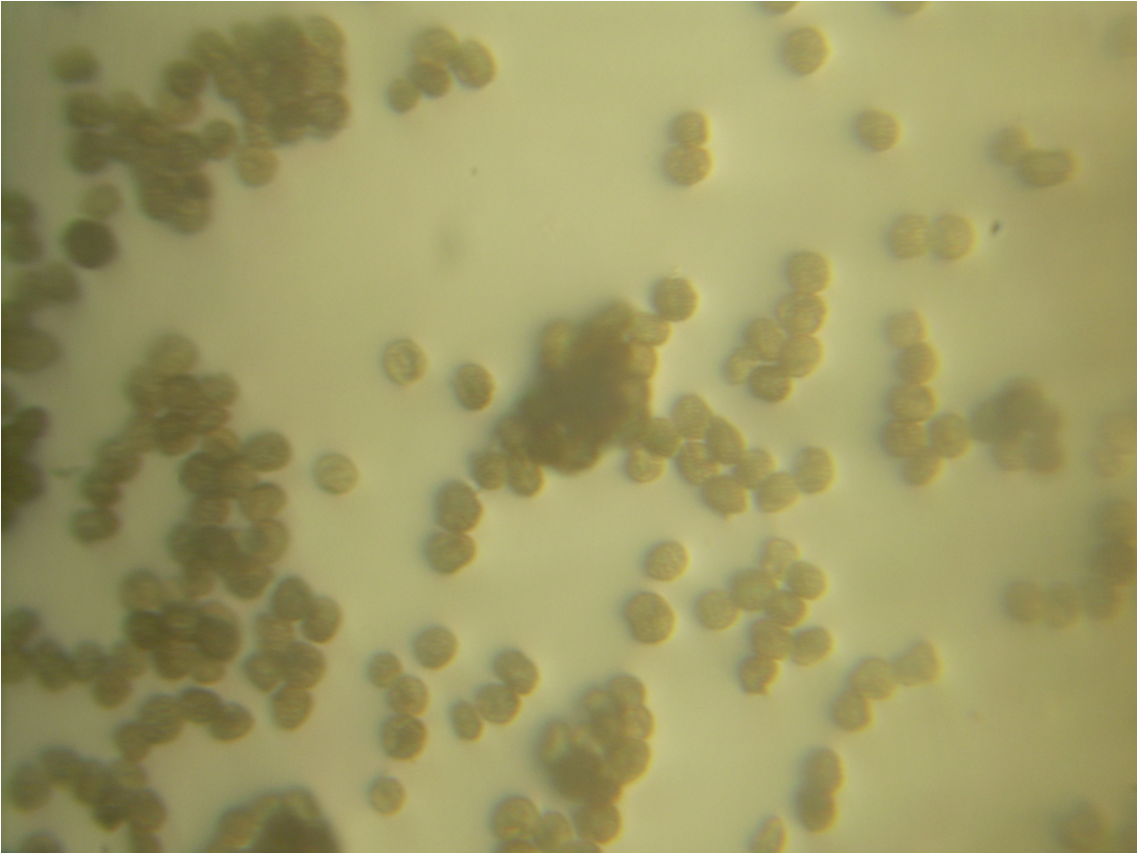
Teliósporos diploides de U. maydis

Os esporos de Ustilago maydis poderão provocar alergias. O envenenamento com o carvão-do-milho pode ocorrer em humanos e animais e é chamado ustilaginismo. Crê-se que a causa destes envenenamentos sejam alcaloides semelhantes à ergotamina, como os encontrados na cravagem-do-centeio. Indígenas americanos, incluindo os zuni, usavam o carvão-do-milho para induzir o parto. Tem efeitos semelhantes à cravagem-do-centeio, mas mais ligeiros,devido à presença do alcaloide ustilagina.
Contudo, não está claramente demonstrado que o fungo cause alergias e envenenamentos. Investigações efetuadas na Alemanha concluíram que o fungo é inócuo, não produzindo toxinas. Não foi possível verificar quaisquer efeitos adversos provenientes da alimentação de animais com forragem infectada com Ustilago maydis. No entanto, as plantas afectadas por este fungo mostram frequentemente sinais de infestação por bolores, os quais podem produzir micotoxinas, pelo que os efeitos relatados podem ser devidos às micotoxinas produzidas por estes bolores e não à infestação com Ustilago maydis. Assim, a alimentação animal não deve incluir uma proporção muito grande de material infestado com Ustilago maydis (no caso de gado jovem ou em engorda, não mais de 30% do peso seco da ração total).
São muito poucas as publicações com referência à toxicidade ou surgimento de reações alérgicas. Ainda assim, existe um trabalho publicado em 1938 que relata o envenenamento de crianças jugoslavas que exibiam sinais de envenenamento após terem comido puré de milho feito com grãos de milho provavelmente contaminado com esporos do fungo, incluindo diarreia e sintomas dermatológicos. O puré foi dado a ratos que acabaram por exibir os mesmos sintomas.
De qualquer modo, as substâncias causadoras destes sintomas não foram isoladas pelo que não se pode averiguar se a administração de tais substâncias numa infecção artificial produziria os mesmos sintomas. Um outro trabalho descreve a neurotoxicidade e as alterações nos órgãos produzidas pelo fungo em ratos. É assim pelo menos plausível que um consumo elevado deste fungo possa ter efeitos negativos após um longo período de ingestão, devido ao teor de alcaloides presente no organismo.

## Usos e aplicações

### Ustilago maydisna investigação científica
Dado que as células haploides do estágio de levedura são de fácil cultura em laboratório, este fungo tornou-se um objeto de estudo popular. Entretanto o seu genoma tornou-se bem conhecido. Adicionalmente, é relativamente fácil de modificar geneticamente, o que permite a reconstrução dos processos ao nível genético durante a infecção.
Além do anterior, a recombinação genética e dos mecanismos de reparação do ADN podem ser estudados com o auxílio de Ustilago maydis. Descobriu-se assim, por exemplo, o impacto do gene BRCA2, cujo mau funcionamento pode levar ao desenvolvimento de cancro da mama. O gene BRH2 é um homólogo de BRCA2 em Ustilago maydiscuja ausência ou disfunção torna as células extremamente sensíveis à luz ultravioleta e à radiação ionizante, pois o mecanismo de reparação do ADN deixa de funcionar.
Este tipo de genes parece ser bastante original, mas são conhecidos homólogos do BRCA2 não apenas em mamíferos e fungos mas também noutros organismos completamente diferentes como a planta Arabidopsis thaliana e o nemátodo Caenorhabditis elegans.
Recentemente, Ustilago maydis tornou-se também um sistema modelo na investigação das bases moleculares do crescimento polar. Atualmente, o papel dos moduladores do ciclo celular e o do citoesqueleto estão sob especial atenção de alguns investigadores.
Ustilago maydis produz substâncias que inibem o desenvolvimento de outros carvões, e aproveitando este facto, no Instituto Federal de Tecnologia de Zurique procedeu-se à transferência do gene responsável para o trigo, o qual ser tornou desse modo resistente ao carvão-fétido, Tilletia caries, sob condições laboratoriais.

### Como alimento

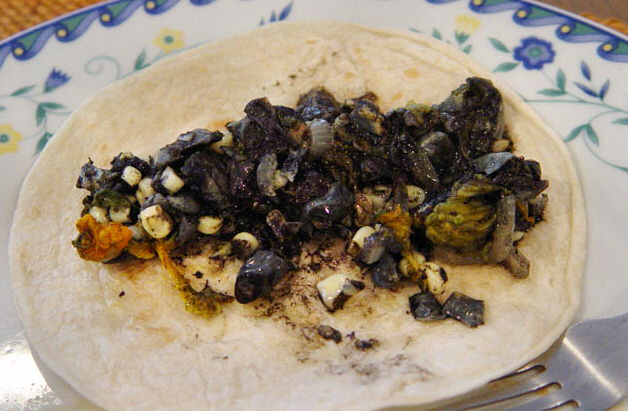
Taco de cuitlacoche

Sobretudo no leste do México o carvão-do-milho é considerado um alimento e uma especialidade gastronómica, e assim a infecção das plantas do milho é aqui vista não tanto como um prejuízo, mas como algo de útil, sendo comercializado a preços significativamente superiores aos do próprio milho. As espigas afetadas são colhidas antes de o fungo se desenvolver completamente e iniciar a produção de esporos. O fungo, aqui conhecido como huitlacoche ou cuitlacoche (que em nauatle significa sujidade que dorme), é geralmente consumido assado, com alho e outros ingredientes, servido sobre tacos e quesadillas ou adicionado a sopas.
Na Europa e Estados Unidos o cuitlacoche é preparado apenas em alta cozinha como um prato exótico, sendo-lhe dado por vezes o nome de trufa mexicana.

### Indústria biotecnológica
Na presença de alcanos ou triglicéridos o carvão-do-milho é capaz de produzir uma celobiose que funciona como biossurfactante com potencial interesse para a indústria biotecnológica.